# エレクトリック・マッド
『エレクトリック・マッド』（Electric Mud）は、アメリカ合衆国のブルース・ミュージシャン、マディ・ウォーターズが1968年に発表したスタジオ・アルバム。ウォーターズ本来の音楽性とは異なり、ロック色が導入された問題作とみなされている。

## 背景
チェス・レコード創設者レナード・チェスの息子であるマーシャル・チェスは、当時ブームであったサイケデリック・ロックの聴衆にウォーターズを聴かせたいという意図から、本作をプロデュースした。本作ではウォーターズ自身はギターを弾かず、フィル・アップチャーチ、ローランド・フォークナー、ピート・コージーといったギタリストが起用され、サウンド面ではワウやファズが多用された。
収録曲のうち「アイ・ジャスト・ウォント・トゥ・メイク・ラヴ・トゥ・ユー」、「フーチー・クーチー・マン」、「シーズ・オールライト」、「マニッシュ・ボーイ」、「ザ・セイム・シング」は、ウォーターズが過去に録音した曲のリメイクである。「レッツ・スペンド・ザ・ナイト・トゥゲザー」は、ローリング・ストーンズが1967年に発表した曲のカヴァーだが、アレンジ面ではテンプテーションズのヒット曲「ゲット・レディ」に類似したベース・ラインが導入された。また、「シーズ・オールライト」はウォーターズが1953年に発表した曲の再演で、本作ではテンプテーションズの「マイ・ガール」を模したジャムが取り入れられた。
なお、後にハウリン・ウルフも、本作の音楽性を踏襲したアルバム『ハウリン・ウルフ・アルバム』を発表しているが、両方のセッションでギターを弾いたピート・コージーは「マディはセッションの間、ちょっと疑問を抱いていた程度だけど、ウルフは激怒していた。私はディストーション・ペダル、ワウ、エコープレックスを用意したけど、彼（ウルフ）は、それらのサウンドを全く聴こうとしてくれなかった」と述懐している。

## 反響・評価
アメリカでは自身初のBillboard 200入りを果たし、最高127位を記録した。ジミ・ヘンドリックスは当時、カフェで本作を聴いた際、当初はウォーターズの新譜と信じられなかったが、その後「俺は彼のことを追いかけてきた。それが今は、彼が俺のことを追いかけているなんて」と喜んだという。
Bruce Ederはオールミュージックにおいて5点満点中1.5点を付け「当時のウォーターズとしては破格の、20万枚から25万枚ほどの売り上げを記録したが、恐らくキャリアにおける最低の作品とみなされている」「ジミ・ヘンドリックス・エクスペリエンスとクリームを融合したようなサウンドを無理やり目指していた」「プロデューサー陣は数年後には、マディはマディでしかなく、ジミになれないことを悟った」と評している。一方、ラッパーのチャックDは、本作をきっかけとしてブルースにのめり込んだという内容のメールをマーシャル・チェスに送っており、2003年にPBSが放映したドキュメンタリー番組『Godfathers and Sons』では、コモンと共に本作のバック・ミュージシャン達と共演した。

## リイシュー
イギリスのBGOレコードは、2011年に本作と次作『アフター・ザ・レイン』（1969年）の2 in 1 CDを発売した。また、ジャック・ホワイトは2017年11月、自身のレーベル「サード・マン・レコード」から本作の再発LPをリリースした。

## 収録曲
特記なき楽曲はウィリー・ディクスン作。
1. アイ・ジャスト・ウォント・トゥ・メイク・ラヴ・トゥ・ユー - "I Just Want to Make Love to You" - 4:20
2. フーチー・クーチー・マン - "I'm Your Hoochie Coochie Man" - 4:53
3. レッツ・スペンド・ザ・ナイト・トゥゲザー - "Let's Spend the Night Together" (Mick Jagger, Keith Richards) - 3:11
4. シーズ・オールライト - "She's All Right" (McKinley Morganfield) - 6:36
5. マニッシュ・ボーイ - "Mannish Boy" (M. Morganfield, Ellas McDaniel, Mel London) - 3:50
6. ハーバート・ハーパーズ・フリー・プレス・ニュース - "Herbert Harper's Free Press News" (Sidney Barnes, Robert Thurston) - 4:40
7. トム・キャット - "Tom Cat" (Charles Williams) - 3:42
8. ザ・セイム・シング - "The Same Thing" - 5:43

## 参加ミュージシャン
- マディ・ウォーターズ - ボーカル
- フィル・アップチャーチ - ギター
- ローランド・フォークナー - ギター
- ピート・コージー（英語版） - ギター
- チャールズ・ステップニー - オルガン、アレンジ
- ルイス・サターフィールド - ベース
- モーリス・ジェニングス - ドラムス
- ジーン・バージ - サクソフォーン